# Partito Lumumbista Unificato
Il Partito Lumumbista Unificato (in francese Parti Lumumbiste Unifié, PALU) è un partito politico congolese fondato nel 1964. Prende il nome da Patrice Lumumba, Primo ministro nel periodo immediatamente successivo al raggiungimento dell'indipendenza del Paese dal Belgio.
Ha sostenuto Joseph Kabila, Presidente della Repubblica dal 2001 al 2019; dal 2006 al 2012 ha espresso il Primo ministro (con Antoine Gizenga, Adolphe Muzito e, ad interim, Louis Alphonse Koyagialo).

## Risultati
| Elezione          | Seggi    |
| ----------------- | -------- |
| Parlamentari 2006 | 34 / 500 |
| Parlamentari 2011 | 19 / 500 |
| Parlamentari 2018 | 17 / 500 |